# Gradiščak
Gradiščak je naselje v Občini Juršinci.